# گاهی به پشت سر نگاه کن
گاهی به پشت سر نگاه کن یک مجموعه تلویزیونی ملودرام خانوادگی با محوریت موضوعی حمایت از تولیدات داخلی و اعتماد به نخبگان جوان ایرانی و توجه ویژه به سبک زندگی ایرانی محصول سال ۱۳۹۳ به کارگردانی مازیار میری، نویسندگی محمود محمد سلطانی و مسعود کرمی و تهیه‌کنندگی رضا انصاریان، می‌باشد که در ۳۲ قسمت تهیه شد و در رمضان ۱۳۹۴ از شبکه دو پخش شد. این سریال روایتگر یک مرد کارخانه‌دار به نام جلال تابش است که با ماجراهای متعددی روبه‌رو می‌شود. او آدم خودساخته‌ای است که کارش را از صفر شروع کرده، اما اکنون که کارخانه‌اش توسعه یافته از طرفی با مشکلی به نام واردات بی‌رویه جنس‌های خارجی روبه‌روست و از طرفی اطرافیان و دشمنان دیرینه‌اش تصمیم دارند او را با پاپوش ورشکسته کنند.

## بازیگران
- امین تارخ  در نقش جلال تابش
- هدایت هاشمی  در نقش سرهنگ تهرانی
- سعید چنگیزیان  در نقش محمدرضا پویا
- محمد متوسلانی  در نقش محتشم
- بهاره کیان افشار  در نقش شبنم
- حمید ابراهیمی  در نقش فیروز
- نگار عابدی  در نقش افسر (همسرِ فیروز)
- الیکا عبدالرزاقی  در نقش فریبا
- سام کبودوند  در نقش مهندس حبیبی
- حمید جانانه
- نبی الله پیرهادی
- میلاد رحیمی  در نقش هادی پازوکی
- نگار حسن زاده  در نقش مریم شکیبا
- آرش فلاحت پیشه  در نقش منصور خاکپور
- حسام محمودی  در نقش بهزاد جمشیدی
- امیر کربلایی‌زاده  در نقش داود (همکارِ سرهنگ تهرانی)
- مرتضی آقاحسینی  در نقش پرویز
- فرناز امامی  در نقش منشی کارخانه
- گیتی قاسمی  در نقش فرشته
- محمدرضا مالکی  در نقش نوذر عشقی
- علی فتحعلی  در نقش صمد سیاهرودی
- مهدی ملاک  در نقش احسان
- مدیا ذاکری  در نقش آمنه (مادرِ مهندس حبیبی)
- حمیدرضا طوبایی  در نقش خسرو
- هومن اشکبوس
- مسعود سخایی
- هوشنگ رادی‌پور در نقش حبیب
- احسان امانی  در نقش تمدن
- داود فتحعلی بیگی در نقش افشار
- باقر سروش در نقش تیمور
- جواد پورزند در نقش پلیس آگاهی
- صحرا اسدالهی

## عوامل تولید
- تهیه‌کننده: رضا انصاریان
- کارگردان: مازیار میری
- نویسندگان: محمود محمد سلطانی، مسعود کرمی
- مدیر تصویربرداری: فریبرز سیگارودی
- صدابردار: ساسان نخعی
- تدوینگر: محمدرضا موئینی
- طراح صحنه و لباس: مرجان گلزار
- طراح گریم: مهدیه اعرابی
- آهنگساز: بهنود یخچالی
- مدیر تولید: منصور غضنفری
- عکاس: علی نیک رفتار